# Abraxas formosilluminata
Abraxas formosilluminata, en chino simplificado, 蓬萊金星尺蛾, es una especie de polilla de la familia Geometridae. La especie fue descrita por primera vez por el Lepidopterólogo japonés Hiroshi Inoue habiendo sido descrita en 1984, con distribución amplia en la isla de Taiwán.